# Grup simple
Un grup simple és un grup sense cap subgrup autoconjugat. És un grup en el qual els únics subgrups normals són el mateix grup i el format per l'element neutre.
Un grup que no és simple pot ser fraccionat en dos grups més petits, un grup normal i un grup quocient, el procés es pot seguir fent amb els nous grups obtinguts. Si el grup és finit, quan el fraccionem en dos subgrups contínuament arribarem a un determinat i únic grup simple pel teorema de Jordan-Hölder.

## Classificació

### Grups simples finits
Els grups simples finits són la base dels grups simples. Després d'una gran col·laboració, la classificació dels grups finits va ser completada en 1983 per Daniel Gorenstein, va solucionar molts problemes i va aclarir molts dubtes.
Els grups simples estan classificats segons si pertanyen a una de les 18 famílies o per ser alguna de les 26 excepcions:
- Els grups cíclics d'ordre primer Cp.
- Els grup alternat Anper a n > 4

són considerats dels pertanyents als grups de Lie, les famílies de grups simples no abelians finits pertanyen també al grup de Lie.
- Una de les 16 famílies de grups de Lie.
- Una de 26 excepcions o grups esporàdics, dels quals 20 són subgrups o quocients del grup monstre i són coneguts com la "Happy Family"(família feliç).

### Grups simples infinits
Existeixen grups simples d'ordre infinit com els grups simples de Lie i els grups infinits de Thompson, T i V són exemples d'això.

## Història
La teoria de grups, encara que va tenir resultats importants anteriors, és una teoria moderna en la història de la matemàtica. En el segle xxi, està plenament consolidada com a disciplina matemàtica, convertida en un clàssic en el currículum acadèmic.
Les tres àrees en les quals va sorgir el concepte de grup són: en la geometria al començament del segle xix, en la teoria de nombres al final del segle xviii i en la teoria d'equacions algebraiques al final també del devuit i que va conduir a l'estudi de les permutacions.

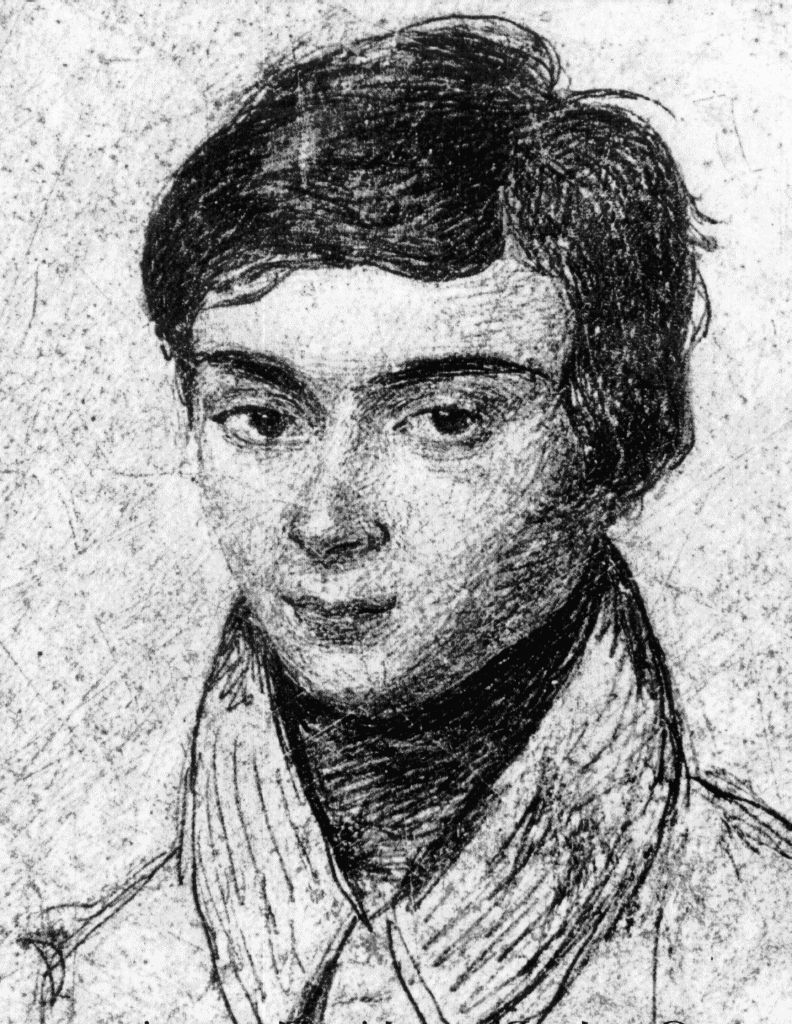
Évariste Galois, descobridor dels grups simples no commutatius.

La geometria havia estat estudiada des del temps dels grecs, i és la primera teoria a formular-se formalment i el paradigma de totes les teories matemàtiques. Que va passar al principi del segle xix?. Havia començat a perdre el seu caràcter mètric, amb la geometria projectiva i les geometries no euclidianes. L'estudi de la geometria en n dimensions va conduir a una abstracció en la geometria mateixa. La diferenciació entre la geometria mètrica i la geometria incidental va començar a gestar-se amb el treball de Gaspard Monge, el seu alumne Lazare Nicolas Marguerite Carnot i més encara amb Poncelet. Les geometries no euclidianes van ser estudiades per Lambert, Gauss, Lobachevsky i János Bolyai entre d'altres. August Ferdinand Möbius en 1827, encara que sense adonar-se'n del concepte de grup, va començar a classificar geometries segons propietats que romanen invariants sota un determinat grup de transformacions. Jakob Steiner en 1832, va estudiar nocions de geometria sintètica que poden formar part de l'estudi de certs grups de transformacions. En 1761, Euler va estudiar l'aritmètica modular. En particular, va analitzar les restes mòdul n, de potències d'un nombre. Encara que el treball d'Euler no ho va establir en termes de teoria de grups, ell va donar un exemple de descomposició d'un grup abelià finit en classes adjuntes, segons un subgrup i va provar un cas especial del resultat (avui conegut com a teorema de Lagrange): l'ordre d'un subgrup divideix a l'ordre del grup. Gauss, en 1801, va dur el teorema d'Euler molt més enllà i va provar resultats d'aritmètica modular que són especialitzacions de teoremes generals de grups abelians. Va estudiar l'ordre dels elements i va provar que (encara que no amb aquesta notació)existeix un subgrup per a cada divisor de l'ordre d'un grup cíclic. Gauss també va examinar altres grups abelians. Va analitzar les formes quadràtiques binàries, amb coeficients sencers, i les va estudiar sota transformacions i substitucions. Les va classificar en classes d'equivalència i va definir un producte de classes. Gauss va provar que l'ordre del producte (de 3 formes) és immaterial; en el llenguatge actual va provar la propietat associativa del producte de classes. De fet, Gauss va obtenir un grup abelià finit. Més tard, en 1869, Schering que va editar el treball de Gauss, va trobar un sistema de generadors per a aquest grup abelià.
La teoria de grups va cobrar importància quan es van publicar els llibres, primer els dos toms d'àlgebra, Lehrbuch der Algebra en 1895, de Heinrich Weber (un estudiant de Dedekind) i el llibre de Burnside, Theory of groups of finite order, publicat en 1897. Aquests llibres van influenciar a la següent generació de matemàtics i van impulsar l'important desenvolupament que va tenir la teoria de grups en el segle xx.